# UB-32号潜艇
陛下之UB-32号艇是德意志帝国海军于第一次世界大战期间建造的其中一艘UB-II型近岸潜艇或称U艇。它由汉堡的布洛姆与福斯船厂承建，于1915年12月4日下水，至1916年4月10日交付使用。其艇载武器包括两具500毫米的艇艏鱼雷发射管以及一门88毫米口径甲板炮。UB-32号曾先后被部署至波罗的海和佛兰德，并参与了大西洋潜艇战。在总共16次巡逻期间，该艇累计击沉了22艘协约国或中立国商船，容积总吨为42893吨。UB-32号自1918年9月17日之后失踪，推测可能在英吉利海峡遭皇家海军航空队的飞机轰炸并击沉。其残骸于1980年代寻获，但直至2021年才被确认为UB-32号。

## 设计
第一次世界大战爆发后，随着U艇战形势的发展，UB-I型潜艇排水量过小、适航性不佳、推进系统可靠性低等问题愈发凸显。其水面航速甚至追不上商船，以5節（9.3每小時）航速潜航1小时后，蓄电池电能便会耗尽。它们甚至无力应对多佛尔海峡8至10節（15至19每小時）的海流。为此，潜艇监察局于1915年4月研发了UB-I型潜艇的放大版——UB-II型，并由德国国家海军办公室委托两家造船厂建造。其中UB-32号是由汉堡布洛姆与福斯船厂承建的第二批次的三号艇，于1915年12月4日下水。
与前一批次的UB-II型艇相比，UB-32号的水面及水下排水量分别增至274吨和303吨，全长增至36.90米，艇体采用单壳体加鞍形水柜构造。由于突破了铁路限界，舷宽也得以增至4.37米。该艇采用双桨驱动，其主机为两台奔驰六缸四冲程270匹公制馬力（200千瓦特）柴油机用于水面运行，以及两台280匹公制馬力（210千瓦特）的西门子-舒克特电动发电机用于水下航行；水面最高航速9.06節（16.78每小時），水下5.71節（10.57每小時）；能够在水面以5节航速续航7,030海里（13,020），或以4節（7.4每小時）连续在水下航行45海里（83）而无需充电。蓄电池被放置在中央潜柜的前方，以配平更重的发动机安装。其最大潜水深度为50米，潜没需时为30－45秒。
UB-32号的主武器为两具500毫米艇艏鱼雷发射管，采用层叠式布局，以实现可以创造最佳表面效率的舷弧设计；鱼雷携带量增至4枚，鱼雷威力亦显著提高。辅助武器是一门88毫米30倍径速射炮。司令塔增加了一具潜望镜，并配备了1根两段式可伸缩通信桅杆，前水平舵外形也做了调整。其标准船员编制为2名军官加21名水兵。

## 服役历史
1916年4月11日，UB-32号在在首度担任艇长的海军上尉路德维希·卡尔·扎尔的指挥下正式入役，随即展开海试。完成海试后，该艇曾先后被编入驻波罗的海的第五半区舰队，以及驻比利时的佛兰德区舰队，并参与了大西洋潜艇战。在其16次巡逻中，共计击沉22艘协约国或中立国商船，容积总吨为42893吨。其中，UB-32号于1917年4月4日在巴夫勒尔附近击沉4461总吨的巴西轮船巴拉那号（Paraná）更是直接导致巴西与德国断绝了外交关系。
1917年9月10日，UB-32号从布鲁日出发，前往北海的胡夫登海域发动破交战，从此再没有返航。其最后一次报告是9月17日，之后推测可能于9月22日在英吉利海峡遭皇家海军航空队的飞机轰炸并击沉，艇内24人全数阵亡。其残骸于1980年代寻获，但直至2021年才被确认为UB-32号。

## 残骸
20世纪80年代，佛兰德水道测绘局（Vlaamse Hydrografische Dienst）在距离比利时海岸以西约50（27海里）处发现了一艘沉船，并在地图上标为B140/225。至2009年，他们又进行了广泛的潜水研究，结果显示那是一艘潜艇的残骸。沉船的最大深度为41米，位于左舷。遗骸的长度约为35米，宽度为5米。潜艇从艉部到炮塔前方约2米处均完好无损。艇艏则已完全毁坏，显然是受到了沉重的撞击，且似乎是从上方受到扁压，艇身纵裂为两半。在距离艇艏左舷20米的地方有两块巨大的铁质碎片，这是潜艇的耐压壳体碎片，可能来自两个前置水平舵。两具潜望镜呈收缩状态，但潜望镜的头部、盖口、接目镜以及玻璃都已在撞击中被敲破。潜艇的艇艉有局部被散落的渔网和绳索所覆裹。在它们作部分移除后，发现了潜艇的铜制右舷螺旋桨，上刻有铭文：。经过一番挖掘，左舷螺旋桨也被寻获。潜艇具备两副螺旋桨的事实表明，这是一艘UB-II型潜艇。
在残骸上清晰可见的损毁证实了UB-32号是受到来自上方的猛烈撞击而被击沉的。两个舱门关闭、两具潜望镜都缩回的事实表明UB-32号可能是在水中或下潜时被击中。艇艏连同宿营舱、鱼雷舱和电池舱已完全散开。这种损害不可能是由水雷爆炸造成的。水雷通常会导致艇艏或艇艉爆炸，艇体出现裂缝或底部出现严重凹痕。从这艘残骸来看，显然是来自潜艇顶部的撞击导致了残骸的“挤压”外观。顶层甲板似乎裂成了两半。在离沉船较远的地方还发现了一些较大的碎片，比如前置水平舵的铁皮碎片。所有证据都指向了一次大型爆炸，可能接着还有第二次内部爆炸。其产生的力量是如此之大，以至于碎片被抛甩出去、两具潜望镜头碎裂。这种剧烈的爆炸可能是由深水炸弹、飞机炸弹或鱼雷的冲击引起的。这似乎在一定程度上证实了英国方面的主张，即潜艇是被一架飞机从空中击沉的。

## 袭击历史摘要
| 日期          | 船名              | 船籍         | 吨位  | 结局 |
| ------------- | ----------------- | ------------ | ----- | ---- |
| 1917年3月13日 | 同志号            | 英国         | 58    | 击沉 |
| 1917年3月13日 | 十孩童号          | 比利时       | 44    | 击沉 |
| 1917年3月13日 | 淘金者号          | 英国         | 62    | 击沉 |
| 1917年3月30日 | 彭斯赫斯特号      | 英國皇家海軍 | 1191  | 击伤 |
| 1917年3月31日 | 波阿斯号          | 英国         | 111   | 击沉 |
| 1917年3月31日 | 吉普斯维奇号      | 英国         | 116   | 击沉 |
| 1917年3月31日 | 格洛斯特城堡号    | 英國皇家海軍 | 7999  | 击伤 |
| 1917年3月31日 | 路易丝王后号      | 英国         | 4879  | 击伤 |
| 1917年4月1日  | 恩底弥翁号        | 英国         | 73    | 击沉 |
| 1917年4月4日  | 巴拉那号          | 巴西         | 4461  | 击沉 |
| 1917年4月5日  | 恩内斯特·勒古韦号 | 法國         | 2246  | 击沉 |
| 1917年4月24日 | 玛丽·布兰奇号     | 法國         | 359   | 击沉 |
| 1917年4月25日 | 巴拉瑞特号        | 英国         | 11120 | 击沉 |
| 1917年4月27日 | 紫花苜蓿号        | 英国         | 2993  | 击沉 |
| 1917年4月27日 | 比马号            | 英国         | 4750  | 击沉 |
| 1917年4月28日 | 追求号            | 英国         | 37    | 击沉 |
| 1917年4月29日 | 埃伦·哈里森号     | 英国         | 103   | 击沉 |
| 1917年4月29日 | 人鱼号            | 英国         | 76    | 击沉 |
| 1917年4月30日 | 波尔巴伊号        | 法國         | 378   | 击沉 |
| 1917年6月8日  | 维纳斯号          | 挪威         | 1107  | 击沉 |
| 1917年6月11日 | 马科号            | 義大利王國   | 3257  | 击沉 |
| 1917年6月12日 | 南点号            | 英国         | 4258  | 击沉 |
| 1917年6月14日 | 强壮号            | 法國         | 152   | 击沉 |
| 1917年7月5日  | 哈弗布里斯号      | 挪威         | 677   | 击沉 |
| 1917年7月6日  | 瓦巴沙号          | 英国         | 5864  | 击伤 |
| 1917年8月26日 | 费尔特雷号        | 義大利王國   | 6455  | 击沉 |

## 脚注
1. 1 2 3 4 5  Rössler，第64頁.
2. 1 2 3 4 5  Gröner 1991，第23-25頁.
3. ↑  Gröner，第23-25頁.
4. 1 2  Helgason, Guðmundur. . German and Austrian U-boats of World War I - Kaiserliche Marine - Uboat.net.   [2015-02-01].
5. ↑  Helgason, Guðmundur. . German and Austrian U-boats of World War I - Kaiserliche Marine - Uboat.net.   [2015-02-01].
6. ↑  Helgason, Guðmundur. . German and Austrian U-boats of World War I - Kaiserliche Marine - Uboat.net.   [2015-02-01].
7. ↑  Helgason, Guðmundur. . German and Austrian U-boats of World War I - Kaiserliche Marine - Uboat.net.   [2015-02-01].
8. 1 2 3  陈进，第47頁.
9. 1 2 3  Helgason, Guðmundur. . German and Austrian U-boats of World War I - Kaiserliche Marine - Uboat.net.   [2022-03-26].
10. ↑  Rössler，第50頁.
11. 1 2  Helgason, Guðmundur. . German and Austrian U-boats of World War I - Kaiserliche Marine - Uboat.net.   [2015-02-01].
12. ↑  Helgason, Guðmundur. . German and Austrian U-boats of World War I - Kaiserliche Marine - Uboat.net.   [2022-03-26].
13. ↑  NARS，第76頁.
14. 1 2  De Roy, Luc. . vrtnws.be. 2021-11-10  [2022-03-26]. （原始内容存档于2022-04-06）.